# Крістіан Дітріх Граббе
Крістіан Дітріх Граббе (11 грудня 1801, Детмольд — 12 вересня 1836, там само) — німецький драматург Доберезневого періоду.

## Біографія
Граббе народився в родині тюремного наглядача. Свої перші проби в драматургії Граббе зробив у віці 16 років. З 1820 року стипендія герцогині дозволила йому вивчати право в Лейпцигу, 1822 року він продовжив навчання в Берліні. Саме в Берліні він познайомився з Генріхом Гейне. Закінчивши в 1823 році юридичну освіту, він марно намагався влаштуватися на роботу в німецький театр актором або режисером. Врешті він повернувся до Детмольда і в наступному році склав державний іспит з права.
Спроби знайти посаду адвоката в Детмольді спочатку не мали успіху, і лише в 1826 році він взяв на себе безоплатне представництво хворого ревізора, наступником якого він став у 1828 році. У 1829 р. в Детмольді відбулася вистава «Дон Жуан і Фауст», єдина за життя постановка однієї з найвідоміших його драм. З 1831 р. стан здоров'я Граббе помітно погіршився, а наслідки його алкоголізму стали помітними (епізод, характерний для вживання алкоголю Граббе, що відбувся восені 1828 р., описує Георг Файн). Заручини з Генрієттою Маєр Граббе розірвав і повернувся до Луїзи Крістіани Клостермайєр, яка вже один раз йому відмовила.
У 1833 році він одружився з Луїзою Крістіаною Клостермаєр, старшою за нього на 10 років, проте шлюб швидко виявився нещасливим. У 1834 році Граббе кинув свою посаду. Він поїхав до Дюссельдорфа через Франкфурт-на-Майні, де посварився зі своїм видавцем. У Дюссельдорфі він намав свій будинок на Болкерштрассе 6. На сьогоднішній повоєнній будівлі на вулиці Ріттерштрассе, 21 видно кам'яну дошку, яка вказує на його перебування в той час. У Дюссельдорфі він працював разом з Карлом Іммерманом, з яким познайомився у 1831 році, у оновленому ним міському театрі. Але ця співпраця тривала також не довго через депресію Граббе та надмірне вживання алкоголю. У 1836 році він знову повернувся до Детмольда, а його дружина подала на розлучення. Того ж року Граббе помер у своєму рідному місті від туберкульозу хребта.

## Творчість
Поряд з Георгом Бюхнером, Граббе був найбільшим новатором німецькомовної драми свого часу. Неабиякий вплив на Граббе мали Шекспір і рух «Буря і Натиск». У своїх драмах, які виходили за рамки можливостей тодішньої театральної і сценічної техніки своїми масовими сценами та швидкими змінами сцен, він перетворив сувору форму класичної драми в серію слабко пов'язаних сцен та став піонером реалізму на сцені. У своїх творах він розробляв сюжети й ідеї, пов'язані з його песимістичним світоглядом.
Творчість Граббе, забута після його смерті, була лише частково наново відкрита драматургами натуралізму та експресіонізму. Граббе пошановували як національного драматурга за часів націонал-соціалізму, наголошуючи на деяких його антисемітських заявах та ізольованих антиєврейських пасажах в його п'єсах (особливо його «Попелюшка») та національної орієнтованості його тем (особливо Битва Германна). У 1930-х роках іменем Граббе було названо декілька вулиць.

## Твори
- Herzog Theodor von Gothland. Tragödie, vollendet 1822. Uraufführung Wien 1892.
- Scherz, Satire, Ironie und tiefere Bedeutung. Lustspiel, geschrieben 1822, Änderungen bis 1827. Uraufführung München 1907.
- Nannette und Maria. Melodram, entstanden 1823, Uraufführung Kettwig 1914.
- Marius und Sulla. Dramenfragment, entstanden 1823—1827. Uraufführung Detmold 1936.
- Über die Shakspearo-Manie. Theaterkritische Abhandlung, entstanden 1827.
- Don Juan und Faust. Tragödie, vollendet 1828. Uraufführung Detmold 1829.
- Kaiser Friedrich Barbarossa. Drama, erster Teil des Hohenstaufen-Zyklus, vollendet 1829. Uraufführung Schwerin 1875.
- Kaiser Heinrich VI. Drama, zweiter Teil des Hohenstaufen-Zyklus, vollendet 1829. Uraufführung Schwerin 1875.
- Etwas über den Briefwechsel zwischen Schiller und Goethe. Literaturkritische Abhandlung, geschrieben im Juni 1830, auszugsweise im Druck in Hermann. Ein Centralorgan für Rheinland-Westphalen (21. Juni 1835).
- Napoleon oder Die hundert Tage. Drama, vollendet 1831. (Digitalisat und Volltext // Німецький текстовий архів) Uraufführung Frankfurt am Main 1895.
- Kosciuszko. Dramenfragment über Tadeusz Kościuszko, entstanden 1835.
- Aschenbrödel. Lustspiel, 1. Fassung vollendet 1829, 2. Fassung vollendet 1835. Uraufführung Detmold 1937.
- Hannibal. Tragödie, vollendet 1835. Uraufführung München 1918.
- Der Cid. Libretto zu einer geplanten Oper von Norbert Burgmüller, entstanden 1835. Uraufführung Loipfing/Isen 2002.
- Die Hermannsschlacht. Drama, entstanden 1835—1836. Uraufführung Freilichtbühne Nettelstedt 1934.
- Briefe. Hg. u. m. e. Nachwort versehen v. Lothar Ehrlich. Aisthesis, Bielefeld 1995.